# Anton Voß
Anton Voß (* 29. Juni 1805 in Leipzig; † vor 1866 in Amerika) war ein sächsischer Bergmeister und Landtagsabgeordneter.

## Leben
Voß wurde in Leipzig als Sohn eines Wechselmaklers geboren. Nach dem Gymnasialbesuch in Bautzen besuchte er ab 1823 ohne bergmännische Vorkenntnisse als Benefiziat die Bergakademie Freiberg. Als Bergakademist wirkte er zwischen 1825 und 1827 an der Geognostischen Landesuntersuchung mit und lieferte Beschreibungen Thüringens, der Gegend um Coburg, Sonnefeld, Weismain und Staffelstein sowie der Gegend zwischen Fischern, längs der Eger hinab bis Welchau, Gottesgab und Johanngeorgenstadt ab. Im Laufe des Studiums entschied sich Voß für das bergjuristische Fach. Anschließend trat er in die sächsische Bergverwaltung ein. Für das Bergamt Marienberg fertigte Voß eine Arbeit über Bergbaugeschichte und Höffigkeit des Thesenwaldes.
Ab 1831 war Voß als Bergamtsauditor der Bergämter Geyer und Ehrenfriedersdorf und ab 1832 in gleicher Funktion auch beim Bergamt Annaberg mit Scheibenberg, Hohenstein und Oberwiesenthal tätig. 1833 wurde Voß als Geschworenendienstverweser in Geyer und Ehrenfriedersdorf in das Bergamt Marienberg mit Geyer und Ehrenfriedersdorf berufen. Seit 1836 war er als Bergamtassessor und 2. Bergamtsprotokollist Mitglied des Bergamtes Freiberg. Durch Verfügung des Finanzministeriums vom 24. Oktober 1838 wurde Voß als Nachfolger von Rudolph Hering zum Bergmeister des Bergamts Johanngeorgenstadt mit einem jährlichen Gehalt von 800 Talern ernannt. Seine Amtseinweisung erfolgte am 2. Februar 1839. Ab 1840 wurde Voß’ Jahresgehalt auf 900 Taler erhöht. In Johanngeorgenstadt arbeitete er u. a. mit dem Berggeschworenen und Bergbauunternehmer William Tröger zusammen.
Am 20. März 1845 wurde Voß in Grünhain in 3. Abstimmung zum Abgeordneten des 12. städtischen Wahlkreises in die II. Kammer des Sächsischen Landtags 1845/46 gewählt. Nach seiner Wahl in den Landtag wurde Voß von den Amtsgeschäften des Bergmeisters freigestellt und regelte seine Vertretung. Mit seiner Familie bezog er in Dresden eine Wohnung. Am 16. Juni 1845 wurde dem Bergschreiber Bernhard Braunsdorf offiziell die einstweilige Versorgung der Bergmeistergeschäfte während der Abwesenheit des Bergmeisters übertragen.
Im Frühjahr 1846 wurde Voß wegen des entstandenen Verdachts der Veruntreuung von Geldern von den Sitzungen der Landtagskammer ausgeschlossen, bis er sich vollständig gerechtfertigt hätte. Wegen des starken Verdachts einer Veruntreuung erfolgte am 4. Juni 1846 seine vorläufige Suspendierung von der Dienststelle und die Einleitung einer Untersuchung. In der Folge tauchte Voß unter, er ließ seine Familie in Dresden zurück und floh nach Amerika. Voß wurde am 21. August 1846 wegen Entweichung seines Dienstes als Bergmeister für verlustig erklärt. Auf dem außerordentlichen Landtag 1847 nahm sein Stellvertreter Friedrich Gustav Weidauer das Mandat wahr.
Am 4. Juli 1849 wurde der bisherige Interimsverwalter des Bergamtes Johanngeorgenstadt, Bergschreiber Bernhard C. L. Braunsdorf als Voß’ Nachfolger zum neuen Bergmeister ernannt, er war zugleich auch der letzte Bergmeister von Johanngeorgenstadt.
Voß war mit Bertha Antonia geb. Aster verheiratet. Aus der Ehe ging der 1840 geborene Sohn Georg Anton Theodor Voß hervor.

## Veruntreuungen
Nach der Einreichung der Bergmagazinrechnung für das 1. Halbjahr 1845 wurde darin ein Fehlbetrag bei den deponierten Bargeldern festgestellt und eine Defektur eingeleitet. Die Untersuchungen ergaben, dass Voß seit 1844 mehrfach Barbeträge quittiert hatte, um diese bei einem Leipziger Bankhaus, zu dem er gute Beziehungen unterhielt, in Staatspapiere einzuwechseln. Jedoch zeigte sich, dass nur etwa die Hälfte der ihm ausgehändigten Gelder in Form von Staatspapieren wieder eingegangen war.
Die daraufhin angeordnete Untersuchung und Prüfung sämtlicher Johanngeorgenstädter Bergkassen wurde 1847 abgeschlossen. Sie erbrachte, dass Voß Kassendefizite von über 10663 Talern zu verantworten hatte. Davon entfielen über 6576 Taler auf den Depositenbestand des Bergmagazins, ca. 4047 Taler auf die Holzäquivalentgelderkasse und 99 Taler auf die Grubenkasse von Vereinigt Feld im Fastenberge.
390 Taler des in der Bergmagazinkasse entstandenen Defizits hatten der Bergschreiber Braunsdorf, der Geschworene Tröger und der Oberzehntner Schalig gemeinschaftlich zu ersetzen, da diese die Gelder ohne ordnungsgemäße Quittung an Voß herausgegeben hatten.
Wenig später wurde im obergebirgischen Bergbau eine weitere Veruntreuung aufgedeckt: als 1850 der langjährige Oberzehntner Carl August Schalig verstarb, offenbarten sich erhebliche Fehlbeträge in der Obergebirgischen Oberzehntenkasse.